# Панагия Турлияни
Панагия Турлияни́ (греч. Μονή Παναγίας Τουρλιανής) — православный мужской монастырь в местечке Ано-Мера на острове Миконос, в Греции.

## История
Монастырь был основан в 1542 году, а свой нынешний вид приобрёл в 1757—1767 годах. Основателями обители считаются монахи, приехавшие с острова Парос.
Соборный трёхнефный храм монастыря посвящён Успению Пресвятой Богородицы. Иконостас выполнен в стиле барокко.
Монастырь носит название в честь чудотворной иконы Божией Матери, найденной на Миконосе (зимой икона пребывает в Миконосе). Обитель имеет статус ставропигии.